# Tân Dân, Sóc Sơn
Tân Dân là một xã thuộc huyện Sóc Sơn, thành phố Hà Nội, Việt Nam.
Xã có diện tích 10,32 km², dân số năm 2022 là 12.064 người, mật độ dân số đạt 1.168 người/km².
Từ năm 1989 đến nay, Tân Dân bao gồm 12 thôn: Xuân Long, Xuân Lễ, Xuân Áp, Quán Mỹ, Ninh Cầm, Thanh Vân, Điền Quy, Môn Tự, Ninh Nội, An Trung, Ninh Kiều và Xuân Hoà
Hiện nay tại kỳ họp HĐND xã gần nhất 10/8/2024 bầu ông Dương Văn Hải giữ quyền chủ tịch Uỷ ban nhân dân xã đến hết nhiệm kỳ 2020-2025
Dương Văn Hải sinh 13/09/1985 trước đó từng đảm nhận nhiệm vụ đại biểu hội động nhân 2 nhiệm kỳ.